# République subalpine
1800–1802
Entités précédentes :
- Royaume de Piémont-Sardaigne
 - Principauté de Piémont

Entités suivantes :
- République française :
- Dép. de la Doire
- Dép. du Marengo
- Dép. du Pô (Turin)
- Dép. de la Sesia
- Dép. de la Stura
- Dép du Tanaro
- République italienne napoléonienne

La République subalpine est un État fondé le 20 juin 1800, et qui a brièvement existé sur le territoire de l'actuel Piémont, en Italie, jusqu'en septembre 1802.

## Histoire

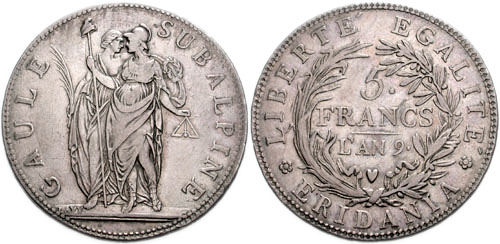
Pièce de 5 francs en argent Gaule subalpine, An 9 (1800-1801), gravée par Amedeo Lavy.

Comme la précédente République piémontaise, elle ne fut jamais autonome par rapport à la France. Ainsi, en mars 1801, l'armée piémontaise est incorporée à l'armée française. Elle fut annexée par la France le 11 septembre 1802 et partagée entre les départements nouvellement créés de la Doire, de Marengo, du Pô (nommé département de l'Éridan à sa création), de la Sesia, de la Stura et du Tanaro.